# Johan Zoutman
Johan Arnold Zoutman, né le 10 mai 1724 à Reeuwijk et mort le 7 mai 1793 à La Haye, est un amiral néerlandais. Il a notamment commandé la flotte néerlandaise lors de la bataille du Dogger Bank, pendant la Quatrième guerre anglo-néerlandaise.